# James Cosmo
James Copeland, dit James Cosmo, est un acteur écossais, né le 24 mai 1948 à Clydebank.

## Biographie
James Ronald Gordon Copeland est né le 24 mai 1948 à Clydebank, en Écosse.
En 1995, il participe au film de Mel Gibson, Braveheart. Le film retrace les Guerres d'indépendance de l'Écosse. Le film reçoit cinq Oscars, dont l'Oscar du meilleur film lors de la 68e cérémonie des Oscars.
L'année suivante Danny Boyle le choisit pour interpréter Mr. Renton dans Trainspotting, le père du personnage interprété par Ewan McGregor. Le film reçoit notamment le BAFTA Scotland du meilleur film.
En 2004, il est à l'affiche du film Troie où il joue le rôle de Glaucos. Le film est présenté hors compétition au Festival de Cannes 2004. Lors du Festival de Berlin 2007, une version longue est proposée.
En 2005, il incarne le Père Noël dans le film Disney Le Monde de Narnia : Le Lion, la Sorcière blanche et l'Armoire magique. Il y retrouve la comédienne Tilda Swinton, qui était membre du jury des longs métrages lors du Festival de Cannes 2004.
Durant trois ans il joue Jeor Mormont dans la série d'HBO Game of Thrones, entre 2011 et 2013.
En janvier 2017 il participe à la 19e saison de l'émission Celebrity Big Brother sur Channel 5, réunissant un casting d'anciens participants à l'image de Coleen Nolan, Jedward, d'Heidi Montag et Spencer Pratt, et de nouvelles célébrités comme Jamie O'Hara, Ray J ou bien lui-même. Le 18e jour il est qualifié pour la finale du 32e jour. Il finit à la 4e place, derrière Kim Woodburn, Jedward et la gagnante Coleen Nolan.
La même année, il reprend son rôle de Mr. Renton dans Trainspotting 2, qui est présenté hors compétition au 67e Festival de Berlin.

### Vie personnelle
Il est marié depuis 2000 à Annie Harris. Il a également deux enfants : Findlay Cosmo et Ethan Cosmo.

## Filmographie

### Cinéma
- 1969 : La Bataille d'Angleterre : Jamie
- 1969 : Les Soldats vierges (The Virgin Soldiers) : Waller
- 1971 : Meurtre à haute tension
- 1972 : Doomwatch
- 1972 : Les Griffes du lion
- 1972 : Sutherland's Law
- 1982 : Living Apart Together
- 1986 : Highlander : Angus McLeod
- 1988 : Un lundi trouble
- 1990 : The Fool
- 1994 : Sin Bin
- 1995 : Braveheart : Campbell
- 1996 : Trainspotting : M. Renton
- 1996 : Emma, l'entremetteuse : Mr Weston
- 1997 : Sunset Heights : MacDonald
- 1997 : Santa/Claws : Père Noël
- 1998 : Babe, le cochon dans la ville : Voix de Thelonius
- 1998 : Urban Ghost Story : Le Ministre
- 1999 : Le Match du siècle : Billy Bailey
- 1999 : Billy and Zorba : Zorba
- 2000 : Honest : Tommy Chase
- 2000 : One More Kiss : Frank
- 2001 : Chungkai, le camp des survivants (To End All Wars) : Lt. Col. Stuart McLean
- 2001 : Les Hommes de Sa Majesté : Archie
- 2001 : Frères du désert : Col. Sutch
- 2002 : Once Upon a Time in the Midlands : Billy
- 2003 : Skagerrak : Robert
- 2003 : Man Dancin' : Donnie McGlone
- 2003 : The Reckoning : Lambert
- 2003 : Solid Air : Finn
- 2004 : Troie : Glaucus
- 2004 : One Last Chance
- 2005 : Greyfriars Bobby
- 2005 : Le Monde de Narnia : Le Lion, la Sorcière blanche et l'Armoire magique : le père Noël
- 2006 : Half Light
- 2006 : Libérez Jimmy : HudMaSpecs (voix)
- 2006 : The Lives of the Saints : Mr. Karva
- 2006 : La Dernière Légion : Hrothgart
- 2007 : Les Portes du temps (The Seeker: The Dark Is Rising)
- 2008 : Where Have I Been All Your Life ?
- 2012 : Citadel de Ciaran Foy : le prêtre
- 2013 : Hammer of the Gods de Farren Blackburn : le roi Bagsecg
- 2013 : The Christmas Candle de John Stephenson : Herbert Hopewell
- 2016 : Ben-Hur : Quintus Arius
- 2017 : T2 Trainspotting de Danny Boyle : M. Renton
- 2017 : London Heist : Jay
- 2017 : Wonder Woman de Patty Jenkins : Field Marshall Haig
- 2018 : La Part obscure (In Darkness) de Anthony Byrne : Niall
- 2018 : Outlaw King : Le Roi hors-la-loi (Outlaw King) de David Mackenzie : Robert de Bruce
- 2018 : Tomorrow de Martha Pinson : M. Charles
- 2019 : The Only Child - L'Enfant unique (The Hole in the Ground) de Lee Cronin : Des Brady
- 2019 : Get Duked! (Boyz in the Wood) de Ninian Doff
- 2020 : Skylines de Liam O'Donnell : Grant
- 2024 : The Beast Within de Alexandre J. Farrell : Waylon
- 2025 : Salvable de Björn Franklin et Johnny Marchetta : Welly

### Télévision

#### Séries télévisées
- 1970 : UFO, alerte dans l'espace, épisode Reflections in the Water : Lieutenant Anderson
- 1971 : Amicalement vôtre (The Persuaders), épisode Un risque calculé (Element of Risk), de Gerald Mayer : Inspecteur Williams
- 1981 : The Nightmare Man : Sergeant Carch
- 1987 : Brond : Primo
- 1988 : Codename: Kyril : Bonham
- 1997 : Ain't Misbehavin' (mini-série) : Malky Fraser
- 1999 : Cléopâtre : Agrippa
- 2000 : Le 10e Royaume : Blind Woodsman
- 2005 : La Petite Maison dans la prairie (Little House on the Prairie) : Mr. Scott
- 2007 : Inspecteur Barnaby, saison 10 épisode 4 Le Blues de l'assassin : Jack Mc Kinley
- 2008 : Terry Pratchett's The Colour of Magic : Galder Weatherwax
- 2009 : Merlin : Hengist
- 2009: Flashforward : Professeur Philippe Tarhan
- 2010 : Castle, saison 2 épisode 13 : Finn Rourke
- 2010 : Sons of Anarchy : Père Kellan Ashby
- 2011 à 2013 : Game of Thrones (saison 1 à 3) : Lord commandant Jeor Mormont
- 2012 : Affaires non classées, saison 15, épisode 5 : Arnold Mears
- 2013 : Meurtres au paradis, saison 2, épisode Meurtre à la plantation : Roger Seymour
- 2017 : Celebrity Big Brother : All Stars vs New Stars (saison 19) : lui-même
- 2019 : Le Nom de la rose (mini-série) : Jorge de Burgos
- 2019 : Chernobyl : un mineur
- 2019 : His Dark Materials : À la croisée des mondes : Farder Coram
- 2022 : Jack Ryan : Luka
- 2024 : Nightsleeper (mini-série) : Fraser Warren

#### Téléfilms
- 1972 : The Stone Tape : Cliff Dow
- 1985 : Opération Julie : Longfellow
- 1989 : The Nightwatch : James Smithson
- 1990 : L'Île au trésor (Treasure Island) : Redruth
- 1999 : Split Second : Donald Paterson
- 2000 : The Last of the Blonde Bombshells : McNab
- 2007 : Comet Impact : Brenden Kelly
- 2010 : Sauvez le Père Noël ! (The Santa Incident) : Nick / Santa Claus

## Voix françaises
En France
| - Philippe Catoire dans : - Chungkai, le camp des survivants - Outlaw King : Le Roi hors-la-loi - La Folle Aventure des Durrell (série télévisée) - His Dark Materials : À la croisée des mondes (série télévisée) - Yves-Henry Salerne dans : - Game of Thrones (série télévisée) - Eliminators (en) - T2 Trainspotting - Achille Orsoni (*1952 - 2019) dans : - La Part obscure - Le Nom de la rose (mini-série) - Michel Papineschi dans : - Babe, le cochon dans la ville - Justin et la Légende des Chevaliers (voix) | - François Siener dans : - Sons of Anarchy (série télévisée) - Les Mauvais Esprits (en) - Gabriel Le Doze dans (les séries télévisées) : - The Collection - Jack Ryan Et aussi - Pierre Hatet (*1930 - 2019) dans Highlander - Jo Doumerg (*1941 - 2010) dans Trainspotting - Claude Brosset (*1943 - 2007) dans Troie - Patrice Melennec dans La Dernière Légion - Richard Leblond (*1944 - 2018) dans Discworld (mini-série) - Frédéric Cerdal dans Wonder Woman - Jean-Claude Donda dans Nightsleeper (mini-série) |